# Românii din Serbia
Românii din Serbia (în sârbă Румуни у Србији, cu alfabet latin: Rumuni u Srbiji) reprezintă o minoritate națională recunoscută în Serbia. Conform recensământului din 2022, numărul total de etnici români autodeclarați a fost de 23.044, în timp ce 21.013 persoane s-au declarat vlahi. Între vlahi există o contradicție referitoare la apartenența lor, unii declarându-se membri ai minorității române, iar alții considerându-se grup etnic distinct, controversă susținută tacit de-a lungul timpului de autoritățile sârbe. Etnicii români sunt concentrați în Banat, în Voivodina, în timp ce vlahii sunt concentrați în Valea Timocului, în estul Serbiei.

## Istoric
Ca vorbitori de daco-română, vlahii au o legătură cu moștenirea romană din Serbia. În urma retragerii romane din Dacia de la sfârșitul secolului al III-lea, denumirea regiunii romane de la sudul Dunării a fost schimbată în Dacia Aureliană, iar mai târziu Dacia Ripensis, aceasta întinzându-se în cea mai mare parte a teritoriilor care fac parte în prezent din Serbia și Bulgaria:157. Prezența romană puternică în regiune a persistat până la sfârșitul domniei lui Iustinian I, în secolul al VI-lea.
Regiunea în care trăiesc predominant vlahii a făcut parte din Al Doilea Țarat Bulgar, ai cărui primi conducători, Asăneștii, sunt considerați vlahi. După înfrângerea regelui rival Ștefan Dragutin, regele Ștefan Uroș al II-lea Milutin a stăpânit cea mai mare parte din Timoc, hrisoavele acestuia menționând și donații de „vlahi”:282.
Cronicarii cruciaților menționează întâlniri cu vlahi în secolele al XII-lea și al XIII-lea, în diferite părți ale Serbiei moderne. Documente sârbești din secolele al XIII-lea și al XIV-lea relatează despre prezența vlahilor și interzicerea căsătoriilor între sârbi și vlahi de către regele Dușan cel Puternic. Conducătorii valahi din secolele al XIV-lea și al XV-lea au construit biserici în nord-estul Serbiei. Registrele fiscale turcești din secolul al XV-lea (deftere) enumeră vlahii din nord-estul Serbiei, în zona de lângă vechiul municipium roman și colonia Viminacium, actualul district Braničevo.
Începând cu prima parte a secolului al XVIII-lea, nord-estul Serbiei a fost populat de români (cunoscuți pe atunci prin exonimul internațional vlahi) proveniți din Banat, părți ale Transilvaniei și Olteniei („Valahia Mică”). Aceștia sunt denumiți „ungureni” (ungurjani), „munteni” (munćani) și „bufeni” (bufani). În prezent, aproximativ trei sferturi din populația vlahă vorbește subdialectul ungurean. În secolul al XIX-lea, la sud de Dunăre s-au stabilit și alte grupuri de români, cei mai mulți originari din Oltenia („Valahia Mică”). Aceștia sunt „țăranii” (carani) care formează aproximativ 25% din populația modernă. Din secolul al XV-lea până în secolul al XVIII-lea, un număr mare de sârbi a migrat peste Dunăre, dar în sens invers, stabilindu-se atât în Banat, cât și în Țara Românească. Migrația s-a încheiat odată cu înfrângerea Imperiului Otoman și înființarea regatelor Serbiei și, respectiv, României, în a doua jumătate a secolului al XIX-lea.
Ca urmare a unui acord din 4 noiembrie 2002 încheiat între România și Iugoslavia, autoritățile iugoslave au convenit să recunoască identitatea românească a populației vlahe din Serbia Centrală, dar acordul nu a fost pus în aplicare. În aprilie 2005, mai mulți deputați din Consiliul Europei au protestat împotriva situației acestei populații în societatea sârbă. În august 2007, această populație a fost recunoscută oficial ca minoritate națională, iar limba lor a fost recunoscută drept română.
În ianuarie 2020, Academia Română și Academia de Științe a Moldovei au emis o Declarație comună privind unitatea limbii române prin care condamnă orice tentative care au ca scop politizarea limbii române. În februarie 2020, Academia Română a făcut un apel către Academia Sârbă de Științe și Arte pentru a contribui la „normalizarea situației expuse” privind încercările de politizare a limbii române în Serbia.

## Cultură

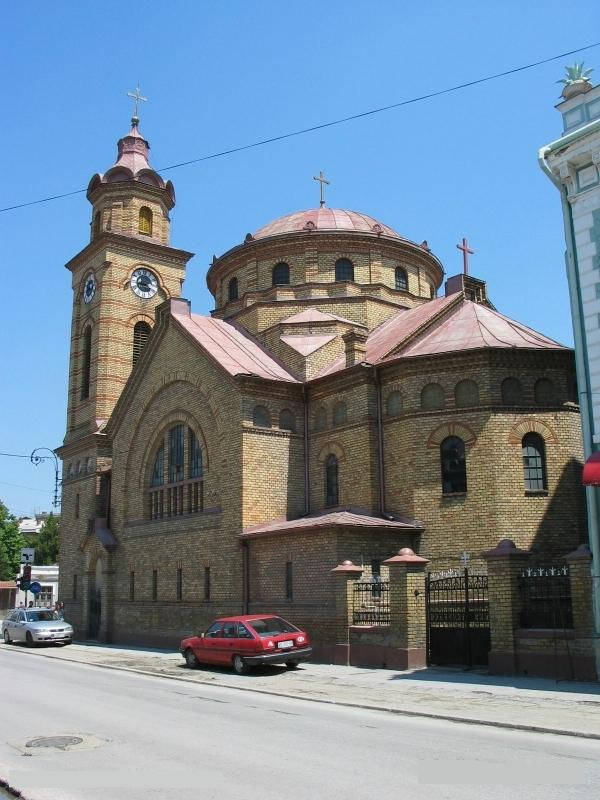
Catedrala ortodoxă română „Înălțarea Domnului” din Vârșeț

În Voivodina, limba română se bucură de statutul de limbă oficială, iar românii din această provincie autonomă beneficiază de o gamă largă de drepturi ale minorităților, inclusiv acces la mass-media finanțate de stat și la educație în limba maternă. Majoritatea românilor din Serbia sunt de credință ortodoxă, aparținând fie Bisericii Ortodoxe Române (românii din Voivodina), fie Bisericii Ortodoxe Sârbe (vlahii din estul Serbiei). Izolarea relativă a vlahilor a permis supraviețuirea unor ritualuri religioase precreștine, care sunt descurajate de Biserica Ortodoxă Răsăriteană, cunoscute în Serbia ca „magie vlahă”.
Limba vorbită de un grup major de vlahi sârbi este asemănătoare cu graiul oltenesc, iar cea vorbită de celălalt grup major este asemănătoare cu graiul bănățean:2.
Potrivit lui Dejan Dimitrijevic, una dintre cheile pentru înțelegerea vorbitorilor de limbă română din Serbia este multilingvismul, iar practicile locuitorilor regiunii Homolje, din nord-estul Serbiei, ilustrează acest punct. Modul lor de a se referi la ei înșiși variază în funcție de limba folosită. Vorbind în limba română, localnicul va spune că este român, vorbind în sârbă, va fi sârb sau, eventual, vlah. Între ei, se referă la ei înșiși drept români. În atmosfera foarte naționalistă și identitară care predomină în Balcani, contează și gradul de încredere în interlocutor: cu familia sau prietenii nu avem de ce să ne ascundem originile, dar când ne confruntăm cu oficiali sau jurnaliști, preferăm să fim precauți, ne afirmăm ca membri ai majorității naționale sârbe:73–87.

## Demografie
| Regiune / District                  | Români | Pondere |
|                                     |        |         |
| ----------------------------------- | ------ | ------- |
| Serbia                              | 23.044 | 0,35%   |
| Regiunea Belgrad                    | 1.064  | 0,06%   |
| Belgrad                             | 1.064  | 0,06%   |
| Regiunea Voivodina                  | 19.595 | 1,13%   |
| Bačka de Vest                       | 1.228  | 0,79%   |
| Banatul de Sud                      | 13.914 | 5,35%   |
| Bačka de Sud                        | 937    | 0,15%   |
| Banatul de Nord                     | 121    | 0,10%   |
| Bačka de Nord                       | 67     | 0,04%   |
| Banatul Central                     | 3.264  | 2,07%   |
| Srem                                | 64     | 0,02%   |
| Regiunea Šumadija și Serbia de Vest | 412    | 0,23%   |
| Zlatibor                            | 9      | < 0,01% |
| Kolubara                            | 64     | 0,04%   |
| Mačva                               | 24     | < 0,01% |
| Moravica                            | 7      | < 0,01% |
| Pomoravlje                          | 196    | 0,11%   |
| Rasina                              | 67     | 0,03%   |
| Raška                               | 19     | < 0,01% |
| Šumadija                            | 26     | < 0,01% |
| Regiunea de sud-est                 | 1.973  | 0,14%   |
| Bor                                 | 683    | 0,68%   |
| Braničevo                           | 809    | 0,52%   |
| Zaječar                             | 322    | 0,33%   |
| Jablanica                           | 13     | < 0,01% |
| Nišava                              | 49     | 0,01%   |
| Pirot                               | 9      | 0,01%   |
| Podunavlje                          | 50     | 0,03%   |
| Pčinja                              | 7      | < 0,01% |
| Toplica                             | 31     | 0,04%   |

Din numărul total de 23.044 de români autodeclarați la recensământul din 2022, 19.595 locuiau în Voivodina, 1.064 în regiunea capitalei Belgrad, 412 în Šumadija și Serbia de Vest (în sârbă Šumadije i Zapadne Srbije), iar 1.973 locuiau în regiunea de sud-est a Serbiei (în sârbă Južne i Istočne Srbije), cei mai mulți în districtul Braničevo - 809. 
Vlahii autodeclarați numărau 21.013 persoane, dintre care 19.569 locuiau în regiunea de sud-est a Serbiei (în sârbă Južne i Istočne Srbije), 923 în Šumadija și Serbia de Vest (în sârbă Šumadije i Zapadne Srbije), 336 în regiunea capitalei Belgrad, iar 185 în Voivodina. 
85,03% dintre românii din Serbia erau concentrați în regiunea Voivodina, iar 93,13% dintre vlahii autodeclarați din Serbia erau concentrați în regiunea de sud-est a Serbiei (în sârbă Južne i Istočne Srbije). Din populația totală care locuia în regiunea Voivodina, etnicii români reprezentau 1,13%, iar vlahii reprezentau 1,39% dintre rezidenții din regiunea de sud-est a Serbiei (în sârbă Južne i Istočne Srbije). Cele mai mari concentrații de români din Banatul sârbesc se găseau în municipalitățile Alibunar (3.997 persoane - 23,32%) și Vârșeț (4.178 persoane - 9,19%).
Potrivit datelor Biroului de Recensământ al SUA din 2021, în Statele Unite ale Americii trăiau 1.005 etnici români născuți în Serbia.

### Banatul sârbesc
Statut legal

Harta etnică a Banatului sârbesc, 1930

Articolul 10 din Constituția Serbiei (2006) prevede că în Republica Serbia se vor folosi oficial limba sârbă și alfabetul chirilic. În plus, în regiunile locuite de minorități naționale, vor fi utilizate oficial limbile și alfabetele proprii, conform legii.
Articolul 6 din Statutul Provinciei Autonome Voivodina stabilește că, împreună cu limba sârbă și scrierea chirilică, vor fi utilizate simultan în mod oficial în activitatea organelor provinciei autonome Voivodina, în condițiile prevăzute de lege și alfabetul latin, limbile maghiară, slovacă, croată, română și ruteană, alfabetele acestora, precum și limbile și alfabetele altor naționalități.
Printre altele, actele normative adoptate de Adunarea Provinciei Autonome Vojvodina, buletinele și publicațiile Adunării și ale Consiliului Executiv, precum și alte acte de interes provincial emise de autoritățile Republicii Serbia trebuie să fie traduse în limba română. Secretariatul Provincial pentru Educație, Reglementări, Administrație și Minoritățile Naționale - Comunitățile Naționale asigură, de asemenea, interpreți judiciari români la instanțele districtuale din Novi Sad și Pančevo.
La nivel local, limba română și alfabetul latin sunt utilizate în mod oficial în Alibunar, Vârșeț, Biserica Albă, Jitiște, Becicherecu Mare, Covăcița, Cuvin, Plandiște și Sečanj. În Banatul de Sud, municipalitatea Vârșeț, româna este limbă oficială în satele cu majoritate etnică românească: Voivodinț, Marcovăț, Straja, Jamu Mic, Srediștea Mică, Mesici, Iablanca, Sălcița, Râtișor, Oreșaț și Coștei.
Educație și serviciu religios
Voivodina găzduiește 38 de parohii românești organizate în șase protopopiate aflate sub jurisdicția Episcopiei Dacia Felix a Bisericii Ortodoxe Române situată în Vârșeț și condusă din iulie 2022 de episcopul Ieronim Crețu, care este și membru al Sfântului Sinod al Bisericii Ortodoxe Române.
Educație
O statistică din 2023 arată că în întreg Banatul sârbesc, etnicii români pot studia în 27 de școli și 2 licee. Dintre școlile gimnaziale, 13 sunt cu clase I-VIII, iar 13 cu clase I-IV. De regulă, sunt școli mixte, sârbo-române, conduse de directori sârbi. Sunt însă și 4 școli cu predare exclusiv în limba română la Sân Mihai, Grebenaț, Nicolinț și Coștei. Programele școlare în limba română sunt asigurate de la nivel de grădiniță până la liceu, iar o instituție specializată, denumită Institutul pentru Editarea Manualelor în Limbile Minorităților din Serbia, pregătește manualele de limba română.
Pentru tinerii care vor să învețe la facultate în limba română, există catedre de limba română la universitățile din Novi Sad și Belgrad, dar foarte mulți aleg să meargă în România să studieze.
Media
Voivodina asigură informații publice în limba română. Guvernul finanțează parțial ziarele zilnice și săptămânale în limbile minorităților naționale, printre care săptămânalul românesc  Libertatea (Panciova). Printre alte publicații în limba română se numără Tinerețea și Cuvântul Românesc (Vârșeț). Radio Novi Sad și TV Novi Sad au secții în limba română și difuzează zilnic programe în limba română, 6 ore pe zi la radio și o oră până la o oră și jumătate la TV. Emisiunile BBC în limba română sunt retransmise de Radio FAR in Alibunar.
În Voivodina se recepționează canalul 1 (În direct, România) al Radio România Internațional (24/24) și postul național de televiziune românesc TVR1. Alte canale în limba română pot fi recepționate prin serviciul de televiziune prin satelit asigurat de filiala sârbă a companiei române de telecomunicații RCS&RDS (Digi TV).
Ponderea minorității românești

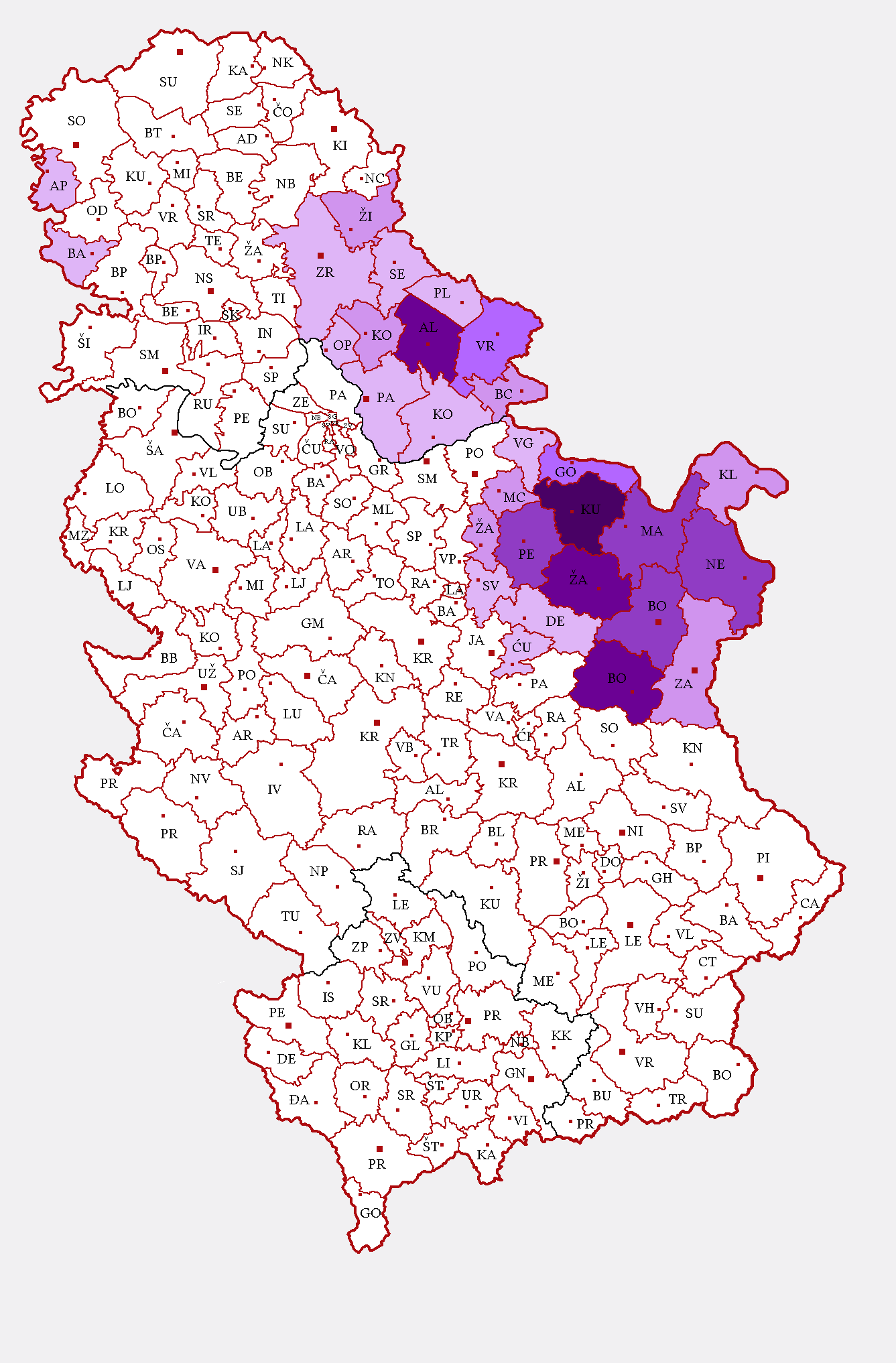
Distribuția minorității românești în Voivodina, 2002
1–5%
5–10%
10–15%
15–25%
25–35%
> 35%

După încheierea Primului Război Mondial, Tratatul de la Versailles, care a definit granițele dintre România și Regatul Sârbilor, Croaților și Slovenilor, a lăsat o minoritate românească de 75.223 de persoane (conform recensământului care a avut loc în Voivodina în 1910) în interiorul granițelor Regatului Iugoslaviei. La recensământul din 1921 din Banatul sârbesc, vorbitorii de limbă română numărau 65.197 persoane. Numărul acestora s-a redus la 42.391 (2,2% din populația Voivodinei) conform recensământului din 2011. La cel mai recent recensământ, care a avut loc în 2022, etnicii români din Banatul sârbesc numărau 19.595 persoane.
Așezările din Banatul sârbesc cu majoritate sau pondere importantă a etnicilor români sunt:
- Uzdin, Covăcița,
- Iancaid, Becicherecu Mare,
- Jitiște, Torac,
- Sân Mihai, Alibunar,
- Nicolinț, Alibunar,
- Seleuș, Alibunar,
- Grebenaț, Biserica Albă,
- Sân Ianăș, Plandiște,
- Straja, Vârșeț,
- Oreșaț, Vârșeț,
- Voivodinț, Vârșeț,
- Coștei, Vârșeț,
- Iablanca, Vârșeț,
- Sălcița, Vârșeț,
- Mesici, Vârșeț,
- Marcovăț, Vârșeț,
- Jamu Mic, Vârșeț,
- Srediștea Mică, Vârșeț,
- Râtișor, Vârșeț.

### Valea Timocului
Istoric

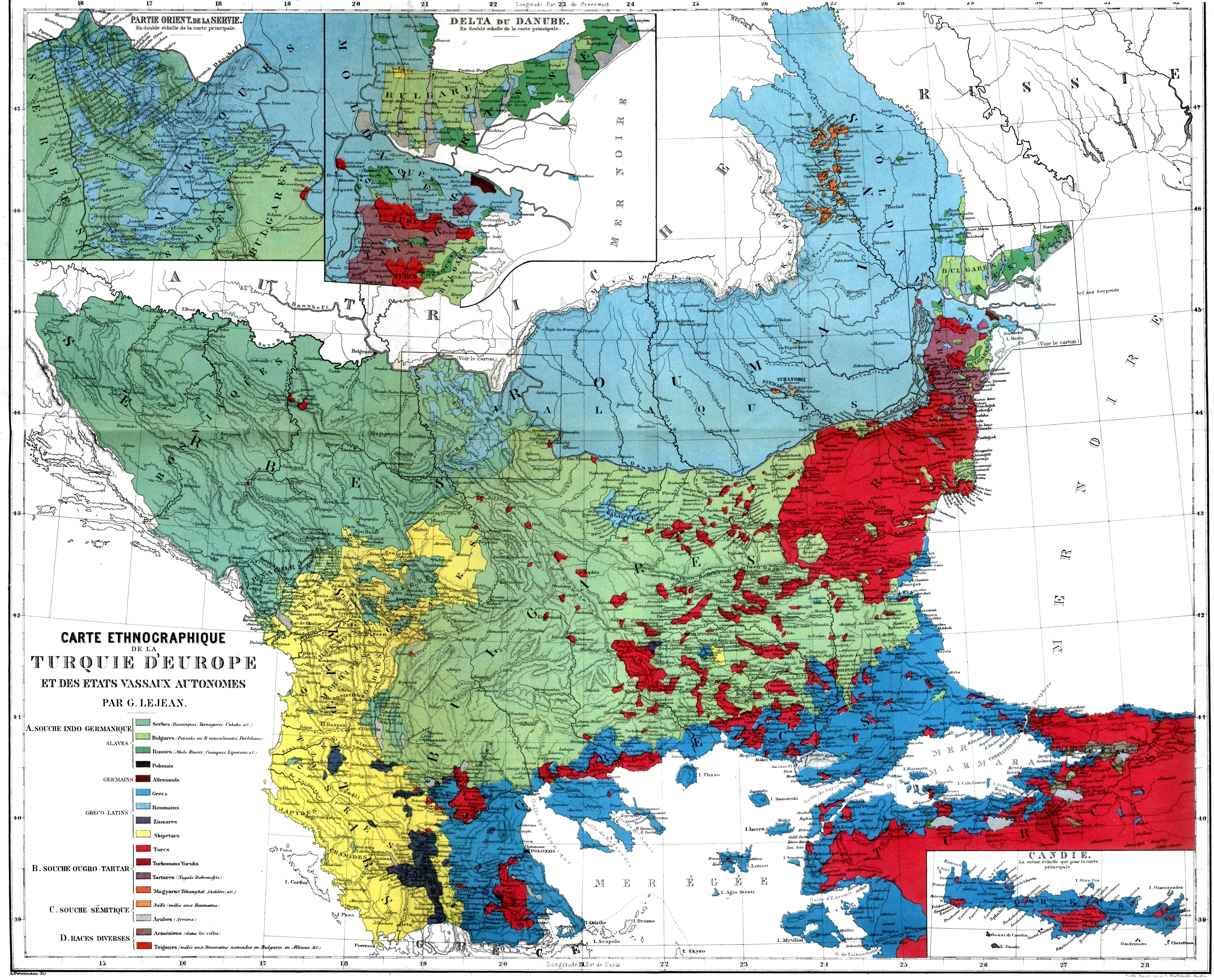
Harta etnică a Balcanilor din 1861, de G. Lejean

Este probabil ca o parte a vlahilor din Valea Timocului să aibă rădăcini în această regiune încă din antichitate. Locația geografică actuală a vlahilor este aproape de o fostă locație din Al Doilea Țarat Bulgar medieval (numit și Imperiul Vlahilor și Bulgarilor sau Țaratul Vlaho-Bulgar) condus de dinastia Asăneștilor, sugerând continuitatea vlahilor în zonă. Papa Inocențiu al III-lea spunea în jur de 1204 despre vlahii care au fondat Țaratul Vlaho-Bulgar că sunt urmașii romanilor.
În plus, o populație vlahă în regiunile din jurul satului Braničevo (lângă vechiul oraș roman Viminacium) este atestată de registrele fiscale otomane („deftere”) din secolul al XV-lea. Vlahii moderni ocupă aceeași zonă care în antichitate, timp de multe secole, a fost locuită de romani: Viminacium și Felix Romuliana (Gamzigrad).
Cu toate acestea, majoritatea cercetătorilor sunt de acord că vlahii din părțile de nord-est ale Serbiei Centrale provin din zonele din România actuală și s-au așezat pe pământul în care trăiesc astăzi, ca urmare a migrațiilor din secolele al XVIII-lea și al XIX-lea:2:22–23. Aceste migrații au avut loc din cauza condițiilor dificile de viață din Ungaria, Moldova și Valahia:68. Originile acestor vlahi sunt indicate prin propriile autodesemnări: „ungureni” (în sârbă ungurjani), cei veniți din Ungaria (adică Banat și Transilvania) și „țărani” (în sârbă carani), care fie erau o populație autohtonă a regiunii („oameni de la țară”), fie proveneau din Țările române: Moldova și Țara Românească:68. Vlahii sunt încă împărțiți în aceste două grupuri în funcție de dialectul românesc pe care îl vorbesc, ungurenii au o vorbire strâns legată de graiul bănățean, în timp ce dialectul țăranilor este mai apropiat de graiul oltenesc:2:68. Din punct de vedere dialectal, există alte două grupuri de vlahi, munteni și bufani, dar acestea sunt în mare măsură asimilate de primele două:2.
Zona delimitată aproximativ de râurile Morava și Timoc și de fluviul Dunărea, unde trăiesc majoritatea vlahilor sârbi, a devenit parte a Serbiei moderne. Până în 1833, granița de est a Serbiei era situată pe Munții Homolie (în sârbă Хомоље, cu alfabetul latin: Homolje) (pantele sârbești ale Carpaților), iar statul nu avea graniță comună cu Țara Românească. Anterior, aceste teritorii au făcut parte din Imperiul Otoman (pașalâcurile Vidin și Semendria) și din monarhia habsburgică între 1718 și 1739. Începând cu secolele al VIII-lea și al IX-lea, în zona munților Homolie au fost înregistrate primele migrații ale vlahilor:68.

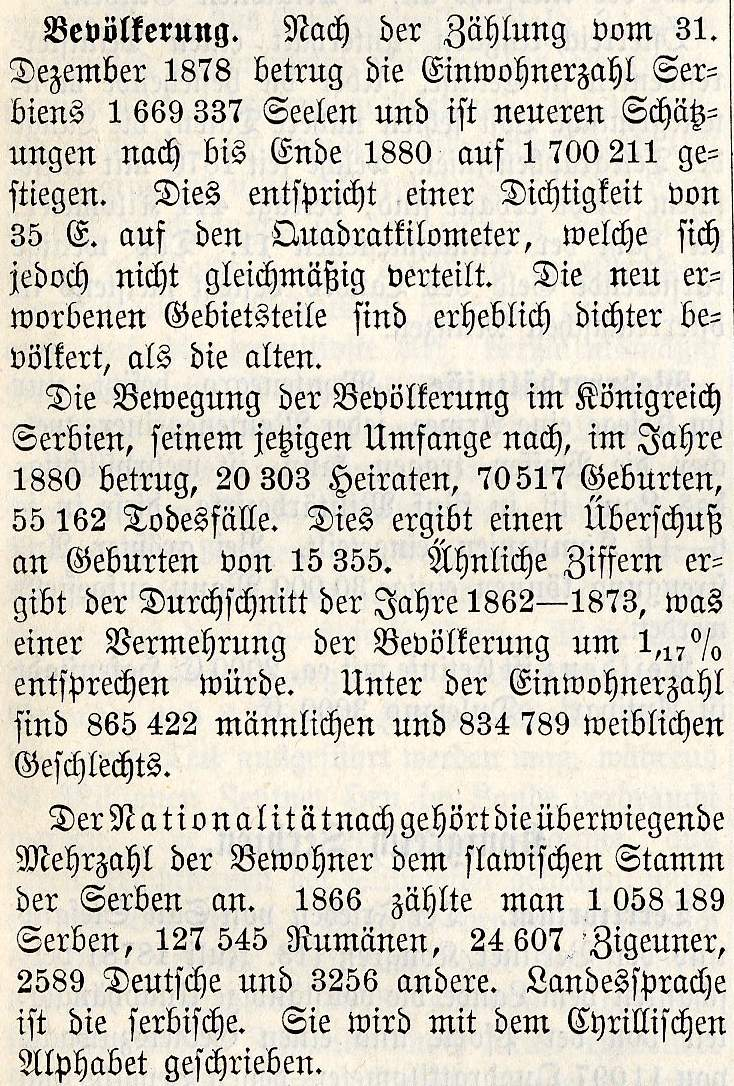
Geographisches Handbuch zu Andrees Handatlas, rezultate recensământ Serbia, 1882

Al doilea val de „vlahi” din România de astăzi a migrat la mijlocul secolului al XIX-lea. În 1835, în urma adoptării primei Constituții sârbești, feudalismul a fost complet abolit în Principatul Serbiei și grupuri mici din Țara Românească au imigrat pentru a se bucura de statutul de țărani liberi. În 1856, numărul românilor din Serbia era estimat la 104.343:20, în principal țărani săraci, goniți din țările lor de semi-sclavia instaurată prin adoptarea Regulamentelor organice și care au fost instalați de guvernul sârb pe teritoriile depopulate ca urmare a războiului de independență al sârbilor:19. Primul recensământ din Serbia care a înregistrat gradul de alfabetizare, naționalitatea (etnia) și cetățenia, desfășurat în anul 1866, atesta prezența a 127.545 români (Rumänen), 10,49% din populația totală a Serbiei:186–190. Conform Tratatului de la Neuilly sur Seine| din 1919, Regatul Sârbilor, Croaților și Slovenilor a anexat și teritoriul îngust desfășurat de-a lungul râului Timoc (în prezent în districtul Zaječar), compus din 8 localități (șapte populate de români și una populată de bulgari), care ocupau o suprafață de 2.563 km² din partea de vest a Bulgariei.
Limba română are mult mai puțin sprijin în Valea Timocului decât în Voivodina. De-a lungul timpului, statisticile sârbești au listat separat limbile vlahă și română, în funcție de ceea ce au declarat locuitorii la recensământ. Deși autoritățile sârbe au încercat să impună endonimul „limba vlahă”, lingviștii consideră că „vlahii” vorbesc românește. Organizația Internațională de Standardizare nu a atribuit limbii „vlahe” un cod de limbă separat conform standardului ISO 639. La recensământul din 2022, 21.013 persoane din Serbia s-au declarat etnici vlahi, iar 23.044 persoane s-au declarat români.
În 2009, în timpul unui interviu pentru cotidianul belgrădean Politika, Živoslav Lazić, președintele consiliului local și primar al orașului Veliko Gradište, a numit eforturile „unora din Serbia” de a demonstra că românii și vlahii sunt minorități diferite drept „xenofobie”. El a mai susținut că afirmațiile despre o presupusă românizare a „vlahilor” timoceni provin de la oameni al căror scop real este asimilarea românilor din Valea Timocului.
Spre deosebire de românii din Voivodina, care s-au bucurat de drepturile conferite de statutul de minoritate națională încă de pe vremea Imperiului Austro-Ungar și care înființaseră în 2004 la Novi Sad Consiliul Național al Minorității Naționale Române din Serbia, vlahii-români din Valea Timocului au constituit în 2006 Consiliul Național al Vlahilor (în româna timoceană Consiliul Național al Rumânilor), după modelul celorlalte minorități naționale din Serbia. Problema poziției vlahilor din Serbia se concentra pe trei cerințe esențiale. Prima era recunoașterea lor ca minoritate națională a poporului român care trăiește în estul Serbiei, a doua era dreptul la educația vlahilor în limba română, iar a treia, cea mai sensibilă cerere, era dreptul la slujbe religioase în limba română, ceea ce în practică ar însemna înființarea unei eparhii a Bisericii Ortodoxe Române în Valea Timocului sau extinderea zonei de autoritate a Episcopiei Dacia Felix din Vârșeț.
După 2020, în rândul unor membri ai vlahilor din Valea Timocului a apărut o mișcare de aliniere cu România și de confirmare ca parte a identității românești din Serbia:130. În 2009, se estima că două până la trei mii de vlahi din Timoc urmau cursurile liceelor și universităților din România. S-a spus că elita politică sârbă se teme că o parte dintre aceștia s-ar putea întoarce în Serbia cu o conștiință națională românească și care ar putea influența restul vlahilor din Timoc. Asociația Vlahilor din Serbia (în sârbă Заједница Влаха Србије, cu alfabetul latin: Zajednica Vlaha Srbija) se remarcă între susținătorii acestor idei. Asociația a afirmat că România este patria vlahilor din Timoc, că aceștia vorbesc românește și a acuzat Serbia că încearcă să-i asimileze pe „vlahi”, numindu-i astfel pentru a-i separa de națiunea română.
Partidul Neamului Românesc (în româna timoceană Partia Neamului Rumânesc) este un partid politic al românilor („vlahilor”) din Serbia condus de Predrag Balașevici, continuator al Partidului Democrat al Vlahilor din Serbia (în româna timoceană Partia Democrată a Rumânilor din Serbia, în sârbă Влашке демократске странке Србије, cu alfabetul latin: Vlaške demokratske stranke Srbije), înființat în 2004 și care și-a schimbat denumirea în 2013. Partidul susține că Serbia încearcă să manipuleze cultura și istoria vlahilor și să le impună un „construct cultural istoric”. De asemenea, partidul îi consideră pe vlahii din Timoc și pe românii din România ca membri ai același grup etnic.
În 2022, lideri ai comunității românești din Voivodina și Serbia de Răsărit au pus bazele unui partid politic, intitulat Partidul Român, primul partid politic care reunește românii din Voivodina și pe cei din Valea Timocului. Președinte al partidului a fost ales Ion Sfera. Dragan Demici, membru al Consiliului Național al Minorității Naționale a Românilor din Serbia, a fost ales vicepreședinte.
O altă organizație pro-română din Valea Timocului este Timoc Press, finanțată de Departamentul pentru Românii de Pretutindeni al guvernului român:27, care îi consideră pe vlahii din Timoc și pe români o singură națiune și avertizează că cei dintâi sunt în pericol de a fi asimilați de către sârbi. Totuși, între vlahii din Timoc există și organizații anti-românești, precum Partidul Democrat Vlah, al cărui președinte în 2012, Siniša Celojević, a declarat că „vlahii Serbiei nu sunt și nu vor fi niciodată membri ai minorității naționale române”:25 și că România profită de lipsa drepturilor minorităților pentru vlahii din Timoc, încercând să se „infiltreze” printre ei. Celojević a fost membru al Consiliului Național Vlah:25–26.
În august 2007, Serbia a recunoscut vlahii ca minoritate națională, iar limba română ca limbă maternă, dar guvernul sârb consideră că cele două grupuri sunt inconfundabil distincte, deoarece vlahii s-au declarat la recensământ a fi vlahi și nu români:23. În 2012, când s-a pus pentru prima oară problema aderării Serbiei la Uniunea Europeană sub forma unei recomandări a miniștrilor afacerilor europene de a se acorda statutul de candidat, ministrul de externe român Cristian Diaconescu și-a exprimat rezervele legate de respectarea drepturilor minorității române din Serbia. Replica sârbă a fost dată de președintele Boris Tadic, care a declarat că solicitarea României ca toți cei care se declară vlahi să fie socotiți români în statisticile sârbe nu poate fi acceptată „indiferent de urmări“.
În noiembrie 2022, în Serbia s-au desfășurat alegeri pentru cele 23 de consilii naționale. Consiliul minorităților naționale, parte a arhitecturii instituționale a statului sârb, însumează reprezentanții minorităților naționale din Serbia. Alegerea reprezentanților Consiliului Național al Minorității Naționale a Românilor din Serbia a generat o revoltă a liderilor românilor din Serbia, care „afirmă răspicat” că românilor din Serbia „le-au fost grav încălcate libertatea și drepturile elementare” prin manipularea listei de candidați și listei de alegători. Învinuiri de vot multiplu, de buletine introduse în urne de persoane absente din țară în ziua alegerilor ori de persoane decedate, respectiv înscrierea pe listele alegătorilor a unor cetățeni care nu sunt etnici români sunt doar câteva dintre problemele evocate. Astfel, dintre cei 23 de aleși, doar 4 „reprezentând cu adevărat etnicii români din provincia Voivodina și Serbia de Est, unde sunt o minoritate semnificativă”.
Educație
Deși autoritățile de la Belgrad adoptaseră cu 10 ani în urmă legea care permitea învățământul în limba maternă, abia în 2014 au fost înființate primele clase unde limba română se studiază ca limbă maternă, în cinci din cele 60 de școli din districtul Braničevo, în total, 120 de copii fiind înscriși la cursurile de limba română. Conform propriilor estimări, în 2014, în districtul Braničevo trăiau 70.000 de români, dar mai puțin de 10% dintre ei și-au declarat oficial etnia.
Atlasul lingvistic al Academiei Române
În urma a peste 20 de ani de cercetări de teren, Academia Română a publicat un atlas în două volume de subdialecte ale limbii române vorbite în teritoriul dintre Morava, Dunăre și Timoc. Cercetarea a cuprins aproape toate așezările locuite de vorbitori de limbă română din centrul Serbiei și reprezintă una dintre cele mai detaliate cercetări de acest gen din orice zonă în care locuiesc vorbitori de limbă română. A făcut parte din cercetarea mai largă asupra dialectologiei în Europa, iar rezultatele vor fi incluse în versiunea actualizată a Atlas Linguarum Europae.

## Personalități
- Boian Alexandrovici (n. 1977), preot ortodox român,
- Predrag Balașevici (n. 1974), politician și lider al Partidului Neamului Rumânesc,
- Daniil Partoșanul (n. 1957), episcop ortodox român de Vârșeț,
- Regina Maria a Iugoslaviei (1900–1961),
- Miletić Mihajlović (n. 1951), politician,
- Natalia Obrenovici (1859–1941),
- Safet Pavlović (n. 1965), politician și primar al comunei Jagubița,
- Raimond Gaita (n. 1946), filosof și autor australian născut în Germania, de origine română (fiul lui Romulus Gaiță),
- Emil Petrovici (1899–1958), lingvist,
- Vasko Popa (1922–1991), poet,
- Lazăr Sfera (1909–1992), fotbalist,
- Marinica Tepić (n. 1974), politician,
- Ilia Lupulescu (n. 1967), jucător de tenis de masă
- Ion Cizmaș, om politic,
- Viorel Besu, președinte al Alianței Românilor din Voivodina, primar al localității Iancaid,
- Dimitrie Crăciunovici, președinte al Consiliului Național al Minorității Naționale Române din Serbia și al Mișcării Democrate a Românilor din Serbia,
- Dușan Pârvulovici, activist pentru drepturile minorităților, fondator al agenției de presă Timoc Press,
- Lucian Marina, președinte al Societății de Limba Română din Voivodina,
- Ioan Tudoran, președinte al Asociației "Victoria", fondator al primelor posturi românești de radio și televiziune din Serbia,
- Paun Es Durlić, etnolog,
- Slavco Almăjan, poet, prozator,
- Ionel Stoiț, poet, prozator, umorist,
- Radu Flora, lingvist.